# バーンコー駅
バーンコー駅（バーンコーえき、タイ語: สถานีรถไฟบ้านเกาะ ）は、タイ王国イーサーン地方ナコーンラーチャシーマー県ムアンナコーンラーチャシーマー郡にあるタイ国有鉄道東北本線の駅である。

## 概要
タイ国鉄東北本線は、ナコンラチャシーマ駅の東隣のタノンチラ駅で、ノーンカーイ方面とウボンラーチャターニー方面に分岐する。当駅はそのうちノーンカーイ方面側に位置している。

## 歴史
ウドーンターニーに向け路線延長工事中の1929年5月1日に、当駅を含むノーンスーン駅まで完成し中間駅として開業した。
複線化事業の進展に伴い、相対式ホームに更新された。ホームが従来にくらべ約60cmのかさ上げとなり、乗降に支障が生じたことから、車両側に対し改修が行われることとなった。
- 1897年3月26日 【開業】クルンテープ駅 - アユタヤ駅 (71.08km)
- 1897年5月1日 【開業】アユタヤ駅 - ケンコーイ駅 (54.02km)
- 1898年3月3日 【開業】ケンコーイ駅 - ムワックレック駅 (27.20km)
- 1899年5月25日 【開業】ムワックレック駅 - パークチョン駅 (27.63km)
- 1900年12月21日 【開業】パークチョン駅 - ナコンラチャシーマ駅 (83.72km)
- 1922年5月1日 【開業】ナコンラチャシーマ駅 - ターチャン駅 (21.75km)
- 1929年5月1日 【開業】タノンチラ分岐駅 - ノーンスーン駅 (28.80km)

## 駅構造
対向式2面2線を備える地上駅である。通路で結ばれた西側の駅舎と十分な間隔を確保しており、将来は拡張して島式ホームに転用可能な構造になっている。